# União Abaixo-O-Imperialismo
A União Abaixo-O-Imperialismo, ou UAI, (em Chosŏn'gŭl: 타도제국주의동맹 (ㅌ.ㄷ); hancha: 打倒帝國主義同盟 (ㅌ.ㄷ); rr: Tado Jeguk Juui Dongmaeng (Teudeu)) foi fundada em 17 de outubro de 1926, por Kim Il-sung, na cidade de Huadian, província de Jilin, China, para lutar contra o imperialismo japonês e promover o marxismo-leninismo. É considerado a raiz e a fundação do Partido dos Trabalhadores da Coreia e sua criação é celebrada todos os anos. O Monumento à Fundação do Partido homenageia a UAI, com seus 70 metros de diâmetro, simboliza seus 70 anos.
Em 17 de outubro de 1982, no aniversário de 20 anos da UAI, Kim Jong-il a homenageou com um discurso. No discurso, ele disse que sua formação significava que o povo coreano "embarcou em um novo caminho de desenvolvimento e nosso Partido (Partido dos Trabalhadores da Coreia) e suas raízes gloriosas começaram a se fixar". Ele passou a explicar as realizações de seu partido na defesa do país do Imperialismo americano e promover a ideia de Juche. Ele também observou que Kim Il-sung começou a UAI com um programa para se engajar na "luta de libertação nacional anti-japonesa, confiando nas massas", que sua formação foi o "novo começo para o movimento comunista coreano e a revolução coreana... o começo da luta para fundar um novo tipo de partido", e acrescentou que "o movimento comunista coreano... foi pioneiro no caminho revolucionário sob a bandeira da UAI".
Em 2016, em particular, a UAI foi repetidamente homenageada pelo povo e estado da Coreia do Norte, especialmente nos dias 18 e 19 de outubro. Isso incluiu dramas, cantos de canções patrióticas em uma praça de Pyongyang, bailes de estudantes e jovens, e coroas colocadas nos túmulos de mártires revolucionários para comemorar a fundação da organização revolucionária, dizendo que ser a origem das ideias do Juche. Além disso, selos comemorativos foram lançados, uma reunião nacional foi realizada no Palácio do Povo da Cultura com a participação de "altos funcionários do partido, estado e exército... inovadores trabalhistas e famílias enlutadas dos mártires revolucionários", uma exposição de arte nacional inaugurada na Galeria de Arte Coreana, e membros (e trabalhadores) da Federação Geral dos Sindicatos da Coreia (FGSC) comemoraram a ocasião. Um cartaz foi emitido pelo Partido dos Trabalhadores da Coreia para "marcar o 90º aniversário da formação da União Abaixo-O-Imperialismo (UAI)".
No mesmo ano, o presidente do Partido Político da Unidade Popular - "Quirguiz El" no Quirguistão, o secretário geral do Partido Jatiya de Bangladesh, o presidente da Sociedade de Estudo de Ideias Juche na Índia, o presidente do Comitê de Estudos de Filosofia Juche na Índia, indivíduos de alto nível na Associação de Amizade Paquistão-Coreia, o Comitê Nacional para o Estudo da Ideia Juche da República Democrática do Congo, todos elogiaram os desenvolvimentos do Partido dos Trabalhadores da Coreia e celebraram o aniversário da UAI.